# MTV Brasil
MTV Brasil foi uma rede de televisão brasileira voltada ao público jovem operado pelo Grupo Abril. Foi lançada em 20 de outubro de 1990 por meio de uma parceria entre o Grupo Abril e a MTV Networks, subsidiária da Viacom (atualmente Paramount Global). Terceira versão da MTV no mundo e primeira a operar em sinal aberto, destacou-se por ser a primeira emissora segmentada do país com programação voltada exclusivamente à juventude e por transmitir conteúdo 24 horas por dia.
A sede da MTV Brasil localizava-se no Edifício Victor Civita, na Avenida Professor Alfonso Bovero, 52, no bairro Sumaré, em São Paulo — o mesmo prédio que já abrigou a antiga Rede Tupi e que foi o primeiro edifício tombado pelo Conselho de Defesa do Patrimônio Histórico (Condephaat) na capital paulista.
Entre 2010 e 2013, foi considerada a maior rede jovem do país e chegou a figurar como a sétima maior rede de televisão brasileira, sendo eleita pelo jornal Meio & Mensagem como a quinta emissora mais admirada do país. A partir de 2009, no entanto, a emissora enfrentou queda de audiência e faturamento, culminando em uma grave crise financeira.
Em junho de 2013, o Grupo Abril iniciou o processo de devolução da marca MTV à Viacom. As transmissões foram encerradas em 30 de setembro de 2013. No dia 1º de outubro, a Viacom relançou a nova MTV apenas na TV por assinatura, em um novo formato editorial e de programação. Na televisão aberta, a marca então propriedade da Abril passou a dar lugar a nova Ideal TV.

## História

### Antecedentes
A MTV, surgiu nos Estados Unidos no dia 1.º de agosto de 1981, sob o controle da Warner-Amex Satellite Entertainment. Posteriormente adquirida pela Viacom, o canal revolucionou a indústria musical global, especialmente por meio da popularização dos videoclipes, que eram apresentados por profissionais conhecidos como videojockeys (VJs). No Brasil, a Rede Bandeirantes chegou a retransmitir a edição de 1989 do Video Music Awards (VMA).
Os vídeos musicais chegaram ao território brasileiro através da revista eletrónica dominical Fantástico, da Rede Globo (hoje TV Globo). O programa foi o único a produzir e veicular este tipo de produto até o início da década de 1980, quando surgiu um desejo das produtoras independentes de fugir do Padrão Globo de Qualidade. Nesta mesma época, houve o surgimento da MTV norte-americana. Ao longo da década, surgiram outros programas dedicados à exibição de videoclipes, como o Realce (1983) e o Vibração (1984) na Record, o Clip Trip na TV Gazeta, Som Pop na TV Cultura, FMTV e Manchete Clip Show da Rede Manchete e o Clip Clip, que era exibido na Globo.

### Pré-estreia

Anúncio da estreia da MTV Brasil na edição de 17 de outubro de 1990 da revista Veja, com fotos de Sinéad O'Connor e uma piada com uma das canções da artista, "Nothing Compares 2 U"

Em 1989, a Abril S/A lançou a Abril Radiodifusão, sob o título de TV Abril..
Somente em 2004, a MTV Brasil Ltda., novo nome da TV Abril, fundiu-se com a área.}} No mesmo ano, o grupo de comunicação brasileiro formou uma sociedade com a Viacom para lançar a MTV no país. Porém, somente no ano seguinte, as negociações foram confirmadas à imprensa. Entretanto, ao contrário do esquema em seu país de origem, o canal brasileiro seria transmitido em TV aberta. No total, o grupo desembolsou 16 milhões de dólares de investimento em equipamentos sofisticados e com uma potência dez vezes maior que os usados pela maior emissora brasileira em faturamento e audiência, a Globo. A Abril prometeu, à época, uma "revolução" na televisão brasileira. Para marcar a chegada, a emissora organizou no pavilhão do Projeto SP, em São Paulo, uma feira destinada "primordialmente a publicitários e anunciantes, interessados nesse veículo inédito para suas propagandas".
Para a escolha dos video jockeys, foi aberto um concurso. Na primeira fase, foram selecionadas cem pessoas para testes de locução e câmera. A primeira equipe de VJ era formada por Astrid Fontenelle, Cuca Lazzarotto, Daniela Barbieri, Gastão Moreira, Maria Paula, Rodrigo Leão, Thunderbird, Zeca Camargo, Lorena Calábria e Renata Netto. Em geral, eles tinham pouca ou nenhuma experiência na televisão. Em julho de 1990, Roberto Civita, até então presidente da empresa, fechou um contrato com a Embratel para a utilização do satélite Brasilsat A2, o que fez com que o sinal da MTV fosse captado por antenas parabólicas. Para tal feito, o grupo teria de repassar US$ 1,3 milhões por ano. Dessa forma, a captação do sinal foi expandida de um raio de 100 km, que alcançava por UHF desde Sumaré, para um total de 420 mil domicílios que faziam uso de parabólica.
Dois meses antes da estreia, em 17 de agosto de 1990, a TV Abril firmou um contrato de afiliação com a TV Corcovado, do Rio de Janeiro.  Nele, as partes fizeram um acordo com duração de três anos e o grupo brasileiro tinha que pagar uma porcentagem da receita publicitária da veiculação dos programas à emissora carioca. Em entrevista, Marcos Amazonas disse: "Para a audiência que visamos, o mercado carioca é uma prioridade básica". Inicialmente, a TV Corcovado não transmitiu o áudio em estéreo, "mas a nossa intenção é fazer com que todas as filiadas transmitam em estéreo", consoante Roger Karman, vice-presidente corporativo da Abril.

### Lançamento

A primeira imagem exibida pela MTV Brasil

Inicialmente, a Abril planejou que a estreia ocorresse em 28 de abril de 1990. Entretanto, a programadora adiou diversas vezes a inauguração e impôs que a MTV Brasil tivesse sua estreia entre 1.º de julho e 30 de setembro de 1990 na Grande São Paulo. A data foi adiada novamente para 6 e 20 de outubro. Porém, o dia 20 foi quase adiado novamente devido à demissão do diretor-geral Marcos Amazonas, mas o novo profissional, Roger Karman, manteve a data prevista. Por fim, a emissora teve sua primeira transmissão em 20 de outubro de 1990, exatamente ao meio-dia, no canal 32 UHF em São Paulo e 9 VHF pela TV Corcovado, em Rio de Janeiro. Sua primeira imagem foi uma color bar com a inscrição Rede Abril, seguida por vinhetas institucionais. A primeira video jockey a aparecer na tela foi Astrid Fontenelle, que disse: "Oi, eu sou a Astrid e é com o maior prazer que eu estou aqui anunciando para vocês que está no ar a MTV Brasil!".
O primeiro vídeo musical exibido pela MTV foi o remix de "Garota de Ipanema" na voz de Marina Lima. Entretanto, no Rio, o som falhou por cerca de 60 minutos e a TV Corcovado colocou no ar o som de "Walk of Life", do grupo Dire Straits, enquanto as imagens eram do clipe da música "Garota de Ipanema". A MTV também foi responsável por grande parte dos videoclipes exibidos naquela época. Victor Civita Neto, até então diretor de programação, explicou: "A qualidade dos poucos clipes produzidos no Brasil é ainda muito ruim. Por isso decidimos partir para a produção própria". Os primeiros vídeos custaram em média 25 mil dólares, de acordo com a revista Veja. Um repórter para a Folha de S.Paulo avaliou que faltaram ideias na concepção dos mesmos: "De fato, os clips mostram grande evolução técnica; sob o lustro, porém, nota-se o bolor da falta de ideias". Em seguida, ele concluiu que "[os vídeos] nacionais são exercícios sobre o nada com alto poder de dissuasão."
Alguns programas distribuídos pela MTV norte-americana foram reeditados e vendidos para a MTV brasileira, dentre eles o Saturday Night Live. A primeira transmissão da emissora foi na Rua Coropé, no bairro de Pinheiros, em São Paulo. Devido às inundações e a falta de ar-condicionado, a TV Abril mudou a sede para o número 52 da Avenida Prof. Alfonso Bovero, no bairro Sumaré, que anteriormente funcionava como matriz da TV Tupi São Paulo. O prédio recebeu investimentos em todos os 14 andares para receber a MTV. No mesmo edifício localiza-se a torre de transmissão do canal, a Torre Victor Civita.

### Primeiros anos (1991-1995)

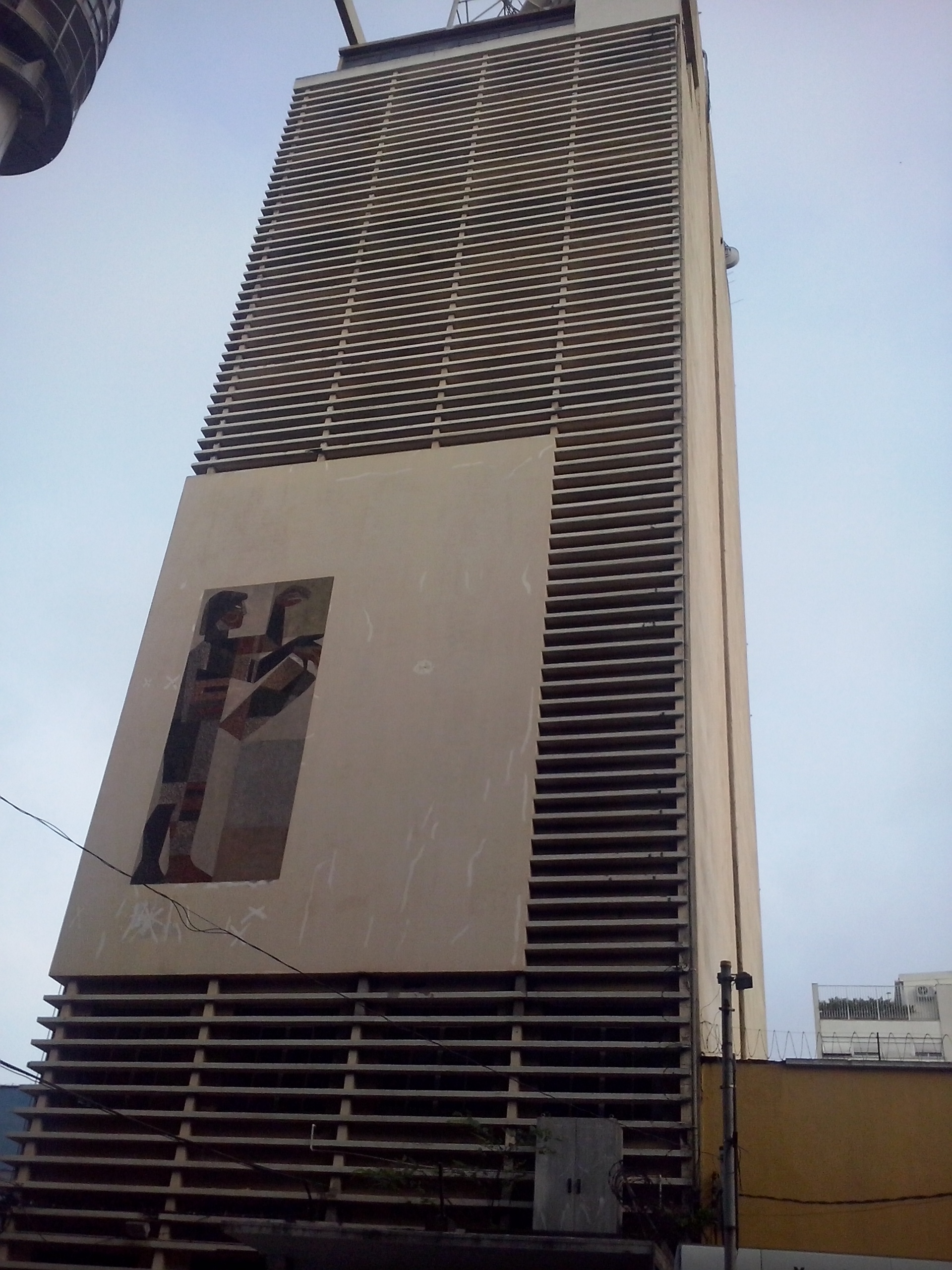
Antiga sede da TV Tupi e MTV Brasil em São Paulo

Em fevereiro de 1991, a emissora passou por uma reformulação, introduzindo cinco novos programas (Tutti Dani, Gás Total, Beat MTV, 121 e Check-in) e ajustando os horários de transmissão para iniciar às 11h e terminar às 3h. A nova programação incluiu segmentação por gênero musical, com cada VJ apresentando seu próprio estilo, além de promover um "culto ao VJ". As mudanças refletiram a busca por diversidade e segmentação na programação de videoclipes, alinhando-se aos padrões da matriz norte-americana. Em junho, foi anunciada a estreia do programa TVleezão, protagonizado pela cantora Rita Lee. Com 25 episódios previstos e um orçamento de 30 mil dólares por episódio, o programa destacava-se pelos temas variados, entrevistas e imitações.
Em novembro de 1991, a MTV Brasil celebrava seu primeiro ano no país com planos ambiciosos de se tornar um pilar da cultura musical brasileira. Apesar de uma rede estabelecida em 11 estados, a audiência ainda não correspondia às expectativas, motivando a busca por uma nova música pop brasileira para cativar o público. O Planejamento Estratégico 1992/1995 da emissora delineava objetivos claros, incluindo a descoberta e promoção de novos talentos musicais brasileiros e a criação de um diálogo entre o pop internacional e o popular nacional.
Em março de 1992, a MTV Brasil migrou seu sinal no Rio de Janeiro da TV Corcovado, então afiliada que fora vendida para a Rede OM, para o canal 24 UHF. No mesmo ano, em dezembro, a emissora lançou o programa MTV Sports, com apresentação de Márcio Garcia.
Em agosto de 1993, a MTV Brasil anunciou a abertura de inscrições para um concurso de VJs, oferecendo aos espectadores a oportunidade de ingressar na emissora como apresentadores. O concurso, que ocorreu nos dias 3 e 4 de setembro nas cidades de São Paulo, Rio de Janeiro e Porto Alegre, exigia que os candidatos falassem inglês e estivessem familiarizados com o estilo da MTV. A quantidade de novos VJs a serem contratados não foi especificada, mas a MTV considerava importante manter uma variedade de apresentadores para evitar a exposição excessiva de suas imagens e também para ter um arquivo de potenciais VJs para futuras oportunidades.
Em abril de 1995, foi lançada a programação 24 horas, estreando o programa Insomnia MTV na madrugada. Com aproximadamente 3,5 milhões de telespectadores, a MTV esperava um crescimento de 30% em relação ao ano anterior, apostando em programas como o Teleguiado, que permitia a interação do público na programação musical, e o Território Nacional, apresentado pela VJ Soninha, focado em clipes de música brasileira. As mudanças incluíram menos espaço para o rock pesado para prestigiar gêneros musicais mais populares e a música brasileira, especialmente a MPB.
No dia 31 de agosto de 1995, a MTV Brasil realizou o seu primeiro Video Music Awards Brasil, futuramente Video Music Brasil, uma premiação que reconheceu os melhores videoclipes nacionais. O evento ocorreu no Memorial da América Latina, em São Paulo, com transmissão ao vivo pela emissora. A cerimônia homenageou os músicos Raul Seixas e Rita Lee, e foi apresentada pela atriz Marisa Orth. Diversos artistas se apresentaram, incluindo Marisa Monte, Gilberto Gil, Chico Science, Os Paralamas do Sucesso, Carlinhos Brown, Planet Hemp, Virna Lisi e Sepultura. Ao todo, 128 videoclipes produzidos entre junho de 1994 e maio de 1995 concorreram em dez categorias, incluindo rock, pop, MPB, rap, artista revelação, direção, fotografia, edição, democlipe e videoclipe do ano. Os premiados receberam um troféu em formato de astronauta de prata. Marisa Monte foi uma das grandes vencedoras da noite, conquistando cinco prêmios com o videoclipe Segue o Seco. O clipe Uma Brasileira, dos Paralamas do Sucesso, foi escolhido pelo público como o melhor do ano.
Em outubro de 1995, a MTV brasileira celebrou cinco anos de existência. Em comemoração ao marco, o programa Dossiê MTV apresentou uma retrospectiva da emissora, destacando sua linguagem visual, o jornalismo informal e momentos marcantes de sua evolução. O programa contou com a participação de diversos nomes que contribuíram para a história da MTV no Brasil, incluindo Herbert Vianna e Maria Paula, além de especialistas como o publicitário Washington Olivetto e o cenógrafo Cláudio Torres. Zeca Camargo e Renato Russo também foram destaque, discutindo o formato do conteúdo jornalístico da emissora. Um dos pontos altos da celebração foi a apresentação de uma coleção das icônicas vinhetas de animação, características marcantes da identidade visual da MTV.

### Diversificação da programação (1996-1998)
Em janeiro de 1996, a MTV Brasil transmitiu com exclusividade o Hollywood Rock 96, apresentando flashes dos shows realizados em São Paulo e transmitindo ao vivo, na íntegra, as apresentações no Rio de Janeiro para todo o Brasil, exceto no próprio Rio. A exibição do festival era até então realizada pela Rede Globo. Em abril, dois novos programas foram apresentados para a grade do canal: MTV Moda Esporte Clube, apresentado pela modelo Carolina Sá, que explorava temas relacionados à moda, comportamento e música, seguindo o estilo do programa americano House of Style; e Barraco MTV, comandado por Astrid Fontenelle, que introduziu debates ao vivo, envolvendo especialistas e uma plateia, em discussões sobre diversos assuntos contemporâneos. Ambos os programas representaram uma expansão da abordagem da MTV Brasil, buscando diversificar sua oferta de conteúdo para o público jovem.
Em agosto de 1996, a MTV Networks, pertencente ao grupo Viacom, adquiriu 50% da MTV Brasil, que até então era controlada pelo Grupo Abril. O acordo permitiu que o comando da emissora brasileira permanecesse inalterado. Essa associação representou um marco na história da radiodifusão brasileira, sendo a primeira vez que uma concessão de canal aberto se associava formalmente a um grupo internacional. A criação da MTV Brasil Ltda., com a separação da programação da Abril S/A, permitiu contornar as restrições legais sobre participação estrangeira na radiodifusão, mantendo a Abril como gestora das concessões de TV aberta e a Viacom como sócia da geradora de programação.
A MTV Brasil lançou o game show interativo Garganta e Torcicolo no Paraíso das Ovelhinhas em março de 1997, apresentado ao vivo por João Gordo. Os telespectadores participavam do jogo por telefone, defendendo um dos personagens, Garganta ou Torcicolo. Desenvolvido pela empresa dinamarquesa ITE, o jogo permitia interações em tempo real, com os personagens falando com os jogadores. O programa marcou a aposta da MTV em aumentar a interatividade com o público, fazendo parte de sua estratégia para ampliar o tempo de programas não-musicais na grade de programação.

### Programação mais popular e com público ampliado (1999-2006)
Em fevereiro de 1999, a MTV Brasil promoveu uma reestruturação radical em sua grade de programação, visando atrair uma audiência mais ampla sem perder sua essência. Uma das mudanças mais significativas foi a introdução do programa Supernova, apresentado por Didi Wagner e Marcos Mion (posteriormente substituído por Luiz Thunderbird), que misturava comerciais, informações e clipes, eliminando os intervalos comerciais tradicionais. Essa inovação, acompanhada da inclusão de estilos musicais populares como pagode e axé, representou uma tentativa de tornar a emissora mais acessível ao público da classe C. Outra estratégia adotada foi o aumento das horas de programação ao vivo, proporcionando uma maior interatividade com o público. Além disso, houve uma ampliação significativa da presença de clipes musicais nacionais, passando de 30% para 50% da programação total. A partir de 2002, a MTV buscou ampliar a faixa etária de sua audiência, buscando público entre 20 e 29 anos.
Essas mudanças resultaram em um aumento expressivo na audiência da MTV Brasil, triplicando em comparação com o ano anterior. O faturamento do canal também registrou um crescimento significativo, acompanhado por um aumento no tempo médio de visualização por telespectador. Em fevereiro de 2001, a emissora celebrou o segundo lucro líquido de sua história, investindo mais de R$ 35 milhões em produção de programas próprios, campanhas de marketing e lançamento de uma revista nacional. Após oito anos de prejuízos, a estratégia de diversificação da programação iniciada em 1999 resultou em um aumento expressivo do lucro líquido em 2000, acompanhado por uma expansão de 43% no faturamento, impulsionado pelo crescimento de 40% na receita publicitária.
Em 2000, a MTV Brasil realizou um investimento inicial no campo do humor com o lançamento do programa Hermes e Renato, criado por Marco Antônio Alves e Fausto Fanti. Com esquetes escatológicas e pastelões, o programa rapidamente conquistou uma audiência fiel, ganhando espaço e relevância na grade de programação da MTV ao longo dos anos. Inspirado na própria televisão, Hermes e Renato satirizava desde programas televisivos até comerciais.
Durante o início dos anos 2000, a MTV Brasil se destacou ao abraçar a tendência dos reality shows, seguindo o exemplo da MTV americana e inspirada pelo sucesso de programas como The Real World, exibido pela emissora como Na Real. Em julho de 2000, estreou 20 e Poucos Anos, uma série que acompanhou o dia a dia de oito jovens comuns, sendo reconhecida como o primeiro programa do gênero na televisão brasileira. Em 2003, como parte das celebrações de seu décimo-terceiro aniversário, a MTV Brasil apresentou Família MTV, que mergulhou na vida doméstica e familiar de artistas, inspirado pelo êxito da série The Osbournes. Além disso, foi produzida a versão brasileira do programa Dismissed, intitulada Pé na Bunda.
A MTV também explorou o gênero dos programas de namoro, trazendo inovações a um formato já estabelecido. Em outubro de 2000, foi ao ar o programa Fica Comigo, apresentado por Fernanda Lima. O programa proporcionava encontros entre jovens de 15 a 29 anos, selecionados através de um cadastro online. Sua proposta ia além de unir casais, buscando também explorar as diferenças nos pensamentos e comportamentos dos jovens. Antes mesmo de sua estreia, o programa recebia cerca de mil inscrições por dia, demonstrando sua popularidade instantânea. Em 2005, sob a apresentação de Daniella Cicarelli, estreou o programa Beija Sapo, que apresentava uma versão de programa de namoro ambientada em um conto de fadas. Nele, a "princesa de Chantilly" tinha que escolher entre três rapazes ocultados por fantoches de sapo. Os programas também se destacaram por abraçarem a representatividade, oferecendo edições destinadas ao público LGBT e também a pessoas acima de 40 anos.
A estratégia de diversificação da programação incluiu programas que discutiam abertamente questões relacionadas à sexualidade e ao comportamento jovem. Um exemplo foi o programa Erótica, lançado em 1999 com apresentação de Babi Xavier (substituída por Ludmila Rosa e Júlio Coimbra no ano seguinte, após sua saída para o SBT) e consultoria do Dr. Jairo Bouer, que proporcionava debates francos sobre sexualidade, com a participação do público via diferentes meios de comunicação. Em 2002, foi sucedido pelo Peep MTV, com Penélope Nova e Didi Wagner, também acompanhadas por Jairo. Em 2004, a MTV lançou o Ponto P, desta vez apresentado somente por Penélope, abordando sexo de forma descontraída e marcado pelo estilo irreverente da apresentadora. Também se destacou o programa Meninas Veneno, que discutia temas a partir da ótica das mulheres, sob apresentação de Marina Person.
A MTV continuou a investir na interatividade com o público por meio de plataformas tecnológicas, como SMS e internet. Novos programas surgiram para aproveitar essas oportunidades, como o Control Freak, que permitia aos telespectadores escolherem clipes através do site da emissora. Em 2003, estreou o Videoclash, apresentado por Didi Wagner, onde o público tinha a oportunidade de selecionar clipes em uma disputa para serem exibidos. Ao longo de 2006, a MTV reforçou essa tendência com programas como Ya! Dog com Luísa Micheletti, MTV Lab e MTV de Bolso, que exploraram ainda mais a interação com o público por meio de tecnologias emergentes.

### Crise e devolução da marca
A MTV Brasil passava por problemas financeiros desde o final de 2009, quando começou a perder seu faturamento. Um fator agravante foi ter saído do ar no ano anterior das duas maiores operadoras de TV por assinatura, Sky e NET (hoje Claro), que na época detinham juntas 73% do mercado brasileiro, por disputas na renovação do contrato que incluiam os valores e a inclusão dos outros dois canais do Grupo Abril, FIZ e TV Ideal. Ao mesmo tempo, em dezembro de 2009, o Grupo Abril adquiriu os 30% pertencentes à Viacom, passando a ter 100% do controle do canal, tendo todos os direitos da marca no país.
| “ | Sair de uma joint-venture minoritária para um acordo de licenciamento está em linha com a nossa estratégia internacional de crescimento que permite que nossas marcas sejam maximizadas em mercados chaves como o Brasil, por exemplo. Com este acordo, a MTV Brasil terá a habilidade de aperfeiçoar sua distribuição em outras plataformas, entregando aos seus clientes e consumidores a melhor conexão possível com a marca MTV. | ” |

Disse a Diretora Geral da Paramount Networks Americas (anteriormente MTV Networks Latin America). A Viacom anunciou que, a partir do momento, só investirá em filiais dos canais VH1 e Nickelodeon e nos Feeds da América Latina Comedy Central e Nick Jr..
Daniel Castro, do portal R7, publicou em seu blog em 13 de abril de 2012 que a então News Corporation (Fox), Valdemiro Santiago e o grupo português Ongoing estavam interessados na compra da emissora. No mês seguinte, o programa Comédia MTV ao Vivo exibiu um clipe com a paródia da música Roda Viva, de Chico Buarque. A música, intitulada Indiretas Já, fala sobre a atual situação da televisão em geral de forma indireta, como sugere o título. No clipe, os humoristas também debocham dos rumores de venda da MTV.
Keila Jimenez, do jornal Folha de S.Paulo, publicou em sua coluna de 16 de agosto de 2012 que o Grupo Abril havia iniciado as negociações de venda do canal e a devolução da marca MTV para Viacom. No mesmo dia, em nota, o grupo negou que havia negociações para a venda da emissora. Após a publicação dessa notícia, os programas Furo MTV e Trolalá reagiram com piadas a respeito da venda. No Trolalá, o humorista Paulinho Serra passou um trote para a portaria da própria MTV, fingindo ser um representante de Eike Batista, que estaria interessado na compra do canal.
Em 15 de maio de 2013, Keila Jimenez publicou, na sua coluna "Outro Canal" da Folha de S.Paulo, que o Grupo Abril não pretendia manter a emissora musical no ar além deste ano. O canal, mesmo com forte redução de gastos, continuava com as contas no vermelho. Sem compradores interessados no momento, o Grupo Abril estaria analisando dois novos projetos de gestão para o canal manter-se no ar. Os dois projetos envolviam a devolução da marca MTV Brasil para sua proprietária, a programadora norte-americana Viacom. O nome MTV Brasil era um licenciamento pago anualmente pela Abril à Viacom. Uma das ideias era manter o canal no ar, já com outro nome, apostando apenas em produções de humor ao estilo atual. O outro projeto, com custo bem menor, era manter a emissora sem produções nacionais, exibindo apenas documentários e videoclipes. A Viacom, que pode receber a marca MTV Brasil de volta, já até estaria programando o relançamento do canal no país.
Em 12 de junho de 2013, Keila Jimenez publicou em sua coluna que o Grupo Abril devolveria a marca MTV para a Viacom, e lançaria um novo canal de televisão em seu lugar, e a Viacom, por sua vez, relançaria a MTV somente na TV por assinatura. Isso foi confirmado em seguida pelo blog da colunista Patrícia Kogut, do jornal O Globo. No dia seguinte, o programa Acesso MTV foi encerrado e os apresentadores Titi Müller, Juliano Enrico e Pathy DeJesus foram dispensados. Os programas MTV sem Vergonha e A Hora do Chay também foram encerrados. Em outras áreas, ocorreram corte de pessoal, resultando na demissão de vários profissionais.
Na semana seguinte, em entrevista ao jornalista Daniel Castro, Zico Góes, diretor de programação da emissora, confirmou que a MTV seria devolvida a Viacom, sem dar mais detalhes. O canal seguiria lançando novas atrações até setembro de 2013, quando a marca MTV seria devolvida para a Viacom.
Em 29 de julho, a Paramount International Networks (anteriormente denominada VIMN), divisão internacional da Paramount Global (anteriormente ViacomCBS), anunciou que o canal seria relançado na TV paga no dia 1 de outubro (o que aconteceu ao canal em português, em Portugal, lançando em julho de 2003). A empresa pretendia que a nova MTV alcance 75% dos assinantes de TV paga, o que representava um alcance maior do que a cobertura do canal da Abril. A programadora pretendia produzir mais de 350 horas de conteúdo nacional até dezembro de 2014, com versões brasileiras de programas como o MTV World Stage, Guy Code e Pranked, além de programas diários, séries, esportes radicais e realities. Versões dubladas de programas da matriz americana ocuparão a maior parte da grade.

### Encerramento das transmissões

A última imagem exibida pela MTV Brasil

A última transmissão ao vivo da MTV Brasil ocorreu em 26 de setembro de 2013, com a festa de encerramento intitulada Saidera MTV, que reuniu diversos VJs antigos e atuais. A emissora encerrou oficialmente suas transmissões no dia 30 de setembro de 2013, às 23h59. O último programa exibido foi o humorístico O Último Programa do Mundo, com Daniel Furlan e Juliano Enrico. Na sequência, foi ao ar o especial Tchau MTV!, com o VJ Thunderbird fazendo um breve depoimento sobre o fim do canal.
De maneira simbólica, a ex-VJ Cuca Lazzarotto apresentou o último videoclipe da emissora: Maracatu Atômico, da banda Chico Science & Nação Zumbi. Outra versão de encerramento, com momentos do Acústico MTV Roberto Carlos — o famoso "Acústico Proibidão" — chegou a ser gravada, mas foi vetada e não exibida.
Astrid Fontenelle, que havia inaugurado a programação da emissora quase 23 anos antes, foi também quem realizou o discurso final. A última vinheta mostrava uma montagem de imagens dos funcionários e VJs da emissora durante a festa de despedida, ao som de Ôrra Meu, de Rita Lee. A última imagem exibida foi a logomarca da MTV com as cores da bandeira do Brasil, encolhendo lentamente até desaparecer sobre um fundo preto.
Às 00h00 do dia 1º de outubro, entraram no ar as transmissões da Ideal TV, posteriormente vendida pelo Grupo Abril à Spring Comunicação e pela Kalunga em 2017. Os valores da transação não foram divulgados, mas especula-se que gire em torno dos R$ 200 milhões e também supostamente que o Grupo Abril recusou um valor maior que isso oriundo do religioso R. R. Soares, fazendo assim, que o futuro da nova emissora está em mãos e provavelmente, uma programação laica. Tudo a venda foi aprovada pelo Ministério das Comunicações e pelo Cade (Conselho Administrativo de Defesa Econômica). Apesar de não ter vendido a emissora para o R.R. Soares, a Abril acabou vendendo espaços na emissora para a igreja do líder religioso Valdemiro Santiago, pela demora na aprovação do processo de venda para a Spring para a ocupar a toda a grade do canal.
A Spring Comunicação e a Kalunga, chegou a fundar em 2020 a Loading, no entanto a venda de concessão foi anulada em 2020. A quarta turma do Tribunal Regional Federal da 3ª região teria anulado em novembro de 2020, exatos um mês antes da estreia da Loading, a transferência das concessão da antiga MTV pertencentes a Abril Radiodifusão S/A para a Spring. Além disso, a União deve realizar uma nova oferta para as concessões da extinta MTV Brasil, tal qual o decreto do então presidente Michel Temer, assinado em outubro de 2016, teria perdido validade. A emissora só conseguiu se manter no ar graças a uma liminar de pedido de revisão da condenação pedida pelo Ministério Público Federal (MPF), cedida pela justiça. Um novo julgamento pelo TRF-3 foi marcado para o dia 22 de julho. o julgamento foi adiado para 19 de agosto, aonde definiu a cassação da emissora de forma imediata, sem forma de reverter. O processo de anulação das concessões foi revogado em 2024.
Como parte do processo de transição, o site da MTV Brasil foi desativado às 22h30 do dia 30 de setembro, sendo redirecionado para domínios administrados pela Viacom.

### Livro do ex-diretor
Zico Góes, o ex-diretor de programação da MTV Brasil, lançou um livro sobre a história, os bastidores e os momentos marcantes da emissora, sob o título "MTV Bota Essa P#@% Pra Funcionar".
No livro, o ex-diretor culpa a internet pelo fracasso da MTV. Ela teria sido responsável pela decadência dos videoclipes, que eram o principal produto da emissora, levando as gravadoras a perder o interesse em levar artistas para gravar o formato "Acústico", e ainda pela queda nas receitas com publicidade.
Segundo ele, a MTV americana também enfrentou dificuldades por causa da disseminação do uso da internet, mas conseguiu se reinventar.

## Transmissão
Além da transmissão aberta, a MTV Brasil também era disponível na TV por assinatura e através do site via streaming.

## Videoclipes

Exibição do videoclipe de "Just Like Honey", da banda The Jesus and Mary Chain, na MTV Brasil em 2013

### Disk MTV(1990–2006)
Em fevereiro de 2014, o ex-diretor da MTV, Zico Góes, afirmou em entrevista que as votações do programa Disk MTV eram manipuladas pela emissora, para evitar que os telespectadores se cansassem de assistir os videoclipes na mesma ordem todos os dias.

### VMB(1995–2012)
Em 1995, foi ao ar ao vivo direto do Memorial da América Latina o primeiro MTV Video Music Awards Brasil , sendo a versão nacional do já consagrado Video Music Awards. Sob o comando de Marisa Orth, ele originalmente era intitulado de Video Music Awards Brasil. A estatueta entregue na premiação geralmente era um clip.
Em 1996, passou a chamar MTV Video Music Brasil, denominada VMB até 2012. Em 2007, a premiação sofreu uma reformulação e passou a focar menos nos videoclipes e mais nos artistas.
O programa dos VMB foi transmitido na MTV Brasil até 2012. Em 2013, o evento não foi realizado, devido uma grande crise financeira e o Grupo Abril foi devolver a marca MTV, para a detentora dos Estados Unidos, a Viacom. A nova MTV que estava avaliando a viabilidade em realizar o evento decidiu não realizar a premiação em 2014 por priorizar produções como EMA, VMA e o World Stage.
Em fevereiro de 2014, o ex-diretor da MTV, Zico Góes recordou-se da VMB 2004 para fazer malta da emissora para pedir ao Caetano Veloso. Em maio de 2018, a nova MTV lançou o prêmio musical do MIAW Brasil junto da denominação da antiga VMB.

## Marketing
Naquela época, um dos slogans mais conhecidos pela MTV era I want my MTV, que era dito por vários artistas, inclusive no lançamento do canal na TV a cabo. A MTV brasileira decidiu não usar esta marca no país, já que segundo Paulo Ghirotti, da área de criação da DPZ, que desenvolveu a marca no país, induz a solidariedade de um jovem trancado em um quarto. Já Adélia Franceschini, diretora de marketing da TV Abril, disse que "[o slogan teria] que ser mais blasé". Em 23 salas de cinema localizadas em shopping centers de São Paulo, foram divulgados artistas pronunciando o slogan brasileiro, Te vejo na MTV, e também eram incluídas algumas vinhetas da matriz norte-americana. Com uma meta inicial de faturamento de US$ 500 mil mensais, seu lucro começou a crescer a partir do final de 1990, quando ocorreu o início da comercialização de espaços na emissora e quando obteve uma receita de US$ 3 milhões. Consoante Meio & Mensagem, a previsão era que em 1991 o canal rendesse entre US$ 10 e 12 milhões, o que foi alcançado.
No mesmo ano, o canal investiu US$ 100 mil em campanhas publicitárias realizadas pela DPZ para o público carioca, que por sua vez, acompanhava a programação através do canal 9. Por ficar no ar apenas após o meio-dia, o lema da campanha era: "Depois do meio-dia, o canal 9 fica do jeito que o diabo gosta". Tal lema fez com que um jornalista do Jornal do Brasil dissesse que o lema "promete desagradar a Cúria Metropolitana do Rio de Janeiro". Em outra ocasião, a mesma publicação comparou: "No ano passado, por muito menos, uma marca de biquínis teve que retirar seus outdoors por exigência, precisamente, da Cúria". A campanha, por sua vez, foi publicada em jornais e revistas, além de outdoors e menções na rádio. Sua estreia deu-se em 15 de março de 1991. Por ser uma rede de televisão segmentada ao público jovem, diversas empresas apostaram em publicidade na MTV, tais quais o Banco Bamerindus, Basf, Samello e Warner Lambert, fabricante da bala Halls.
Em 1997, a emissora foi a patrocinadora principal de umas das maiores equipes de futebol do Brasil, o Fluminense.

### MTV na Luta contra a AIDS
Uma das bandeiras da emissora, já que a mesma tinha como público-alvo os jovens, foi a luta contra a AIDS. Por isso, sempre nas vésperas do Dia Mundial da Luta Contra a Aids (1º de dezembro) a MTV exibia uma programação especial sobre o tema.

#### Partida Beneficente contra oFluminense
Em 1º de dezembro de 1997, por ser a patrocinadora da equipe de futebol do Fluminense, e como uma programação especial dos eventos da Luta contra a AIDS, a MTV Brasil preparou uma partida de futebol beneficente em que astros da emissora enfrentaram o time principal do Fluminense.
Esta partida recebeu transmissão ao vivo pela emissora, sendo a única partida de futebol exibida na história da emissora (lembrando que o Rockgol era um torneio de showbol cujas partidas eram gravadas para exibição posterior). O evento foi narrado por Silvio Luiz e teve como palco o estádio Moça Bonita, de Bangu. O ingresso foi 1 quilo de alimento não-perecível que foram destinados a uma série de instituições que trabalham em defesa dos portadores de HIV.
Defendendo as cores da MTV, entraram em campo os seguintes "jogadores": Andreas Kisser e Igor Cavalera (Sepultura), Lelo Zaneti e Samuel Rosa (Skank), Frejat e Guto Goffi (Barão Vermelho), os VJ's Edgard Piccoli e Rodrigo P-Funk, Dado Villa-Lobos (Legião Urbana), Toni Garrido (Cidade Negra), o cantor Ivo Meirelles e o ator e líder da Blitz, Evandro Mesquita. Com um misto de profissionais e juniores, o Fluminense, mesmo já estando matematicamente rebaixado no Campeonato Brasileiro daquele ano, venceu pelo elástico placar de 12 a 0. Os gols foram marcados por Roger (2x), Arthur (2x), Flavinho, Dirceu, Jorge Luís, Yan (2x), Cadu, Marcelo Cardoso e Márcio Costa. Isso tudo em apenas 50 minutos, já que a partida foi disputada em dois tempos de 25. O árbitro da partida foi Daniel Pomeroy, que já foi árbitro FIFA.

## Controvérsias
Devido à sua proposta e a seu público-alvo, a MTV Brasil dava exacerbada liberdade criativa e de expressão aos seus profissionais, o que acarretou diferentes controvérsias durante seus 23 anos de existência.

### Desenhos animados adultos
Já nos anos 1990, a MTV Brasil seguiu a tendência de exibir desenhos animados de teor adulto, como Beavis and Butt-Head, Daria e, principalmente, South Park. Na época o conceito de animação para adultos não era conhecido no Brasil e mesmo desenhos como Os Simpsons eram vistos como infantis. A rejeição do público e da crítica especializada foi imediata e tais animações não duraram muito na grade da emissora apesar dos altos índices de audiência.
Mais tarde, a MTV Brasil retomaria o conceito com os nacionais Megaliga MTV de VJs Paladinos e Fudêncio e Seus Amigos.

### Classificação indicativa
Não apenas nas animações e produções da MTV americana, a presença de palavrões na MTV Brasil era constante quase que a qualquer hora do dia. Diversos programas da MTV foram reclassificados pelo Sistema de Classificação Indicativa Brasileiro.
Em 2007, enquanto a Abert se envolveu em polêmicas contra o sistema, a MTV Brasil defendeu-o.

### Vinhetas

#### Mensagem subliminar
Em 2002, a 12ª Vara Cível de São Paulo condenou em liminar a Abril Radiodifusão S.A. a pagar R$ 7,4 milhões de reais por cada mês em que foi exibida uma vinheta onde, se pausada a cada frame, haviam fotos de mulheres em situações de sexo envolvendo sadomasoquismo.

#### Desliga a televisão e vá ler um livro!
Em 2004, a MTV passou a exibir uma vinheta com os dizeres:
Tédio, falta de criatividade, confusão, burrice, conformismo... desliga a televisão e vá ler um livro!
A vinheta foi exibida em diferentes versões - a mais polêmica ficava na tela por cerca de 15 minutos com a ordem da última frase.
À época, foi estimado que 14% da audiência da vinheta tenha desligado a televisão.

#### Modificações do logotipo de 2007
Em 6 de janeiro de 2007, a MTV Brasil lançou o seu novo logotipo que passou a ser sem a legenda "Music Television", e estreou no mesmo dia, sua programação de verão, com o reality show As Quebradeiras.

### Contrato com a Viacom
Em 9 de abril de 2012, o Grupo Abril renovou o contrato de licenciamento até 2018 com a Viacom, empresa detentora dos direitos da marca MTV.

### Brigas e discussões

#### João Gordo

##### Dado Dolabella
Em 2003, uma discussão entre o VJ João Gordo e seu convidado Dado Dolabella durante as gravações do Gordo a Go-Go foi noticiada por Daniel Castro na Folha de S.Paulo. A MTV confirmou a discussão e o conteúdo não foi ao ar. Em 2006, as imagens foram disponibilizadas pela própria MTV no MTV Overdrive, plataforma de vídeos do canal à época, de onde foram postadas no YouTube e viralizaram.

##### Los Hermanos
Em 2000, após os integrantes do Los Hermanos criticarem a banda Ramones, João Gordo teria se irritado e os expulsado de seu talk show Gordo on Ice (versão veranista do Gordo Pop Show), que era ao vivo. Mais tarde, o apresentador confirmou ser uma brincadeira para encerrar o programa.

#### Jimmy London e Di Ferrero
Na edição de 2007 do Rockgol, as duras faltas cometidas por Jimmy London, vocalista do Matanza e apresentador do Pimp My Ride Brasil, irritaram Di Ferrero, do NX Zero que, na entrevista de campo após o jogo onde confrontou o Matanza, criticou Jimmy. Os dois discutiram, mas não houve agressões físicas. A briga com Di Ferrero foi relembrada na mesa redonda do Rockgol, onde Jimmy discutiu com Marco Bianchi. A MTV confirmou, mais tarde, se tratar de uma jogada de marketing.

### Caetano Veloso
O cantor Caetano Veloso se estressou no VMB 2004, onde apresentou a música Nothing but flowers com David Byrne. Na primeira vez o som apresentou microfonia, problema que se repetiu na segunda tentativa. O deslize irritou o cantor baiano, que gritou:
Pessoal da Eme Tê Vê (sic), vergonha na cara, vamo (sic) começar de novo e bota essa porra pra funcionar direito, pra gente cantar certo nessa porra!— Caetano Veloso
Com o erro técnico, o incidente fez com que a transmissão da exibição fosse suspensa, indo para os comerciais, e Caetano e David conseguiram cantar após voltar. Mais tarde, Zico Góes, diretor de programação da emissora, revelou no livro "MTV, Bota Essa P Pra Funcionar" que o microfone que causou o problema fora aberto pelos próprios roadies de Caetano.

### Guerra entre a MTV e a Sky
A MTV Brasil rescindiu o contrato com a Sky Brasil em janeiro de 2008, pois o Grupo Abril queria que, além da MTV, a Sky veiculasse os canais FizTV e o Ideal, fizessem prorrogações no contrato da DirecTV/Grupo Globo e Abril, após o vencimento do contrato em dezembro de 2007, e aumento do preço pago pela operadora de TV. A Sky recusou-se e retirou do ar, a sua transmissão em todo o Brasil em 1º de junho de 2008, exceto em São Paulo. Após passar 90 dias, a MTV não chegou a nenhum acordo com a Sky, e então, em São Paulo, o sinal da MTV Brasil foi também retirado do ar. Em substituição, a Sky colocou a MTV Hits.
Em 2009, a Sky Brasil foi obrigada a transmitir a MTV Brasil para os ex-assinantes DirecTV Brasil através de uma determinação do Cade, contudo, o sinal foi cortado em junho de 2010, caso fosse verificado o descumprimento, a empresa ficaria sujeita a uma multa diária de R$ 10.640.
Alega a Sky que a MTV teria rejeitado várias propostas e que para continuar a transmitir o sinal, teria de estar diante de exigências absurdas. Na época da decisão, a DirecTV pagava à MTV, o preço mensal de R$ 0,50 por assinante, fazendo com que a emissora perdesse aproximadamente 1 milhão de reais com a venda para os assinantes da operadora. Em maio de 2006, o valor rendeu um valor aproximadamente de R$ 214.000.

## Marca

### Logomarca da MTV Brasil

Logotipo primário, usado entre 20 de outubro de 1990 e 1º de janeiro de 2006. Entre 1990 e 1995, a emissora usava as vinhetas da MTV dos Estados Unidos.
Logotipo secundário, usado entre março de 1999 e 1º de janeiro de 2006. Nesta versão, o logotipo foi colocado dentro de um círculo verde e amarelo, alusivas à bandeira nacional.
Logotipo usado entre 1º de janeiro de 2006 e 6 de janeiro de 2007. Nesta versão, o M do logotipo da MTV brasileira foi alterada a versão em 3D.
Logotipo usado entre 6 de janeiro de 2007 e 5 de março de 2012. A emissora passou sem a sigla "Music Television" na logo, para dar ênfase a mudança de foco da emissora, da música para o entretenimento geral.
Logotipo usado entre 5 de março de 2012 e  30 de setembro de 2013. Nesse período, a emissora adotou o logotipo de 2010 da MTV dos Estados Unidos e passou a usar as vinhetas da MTV International, usado até 2013 quando a emissora encerrou as suas transmissões.[180]

## Prêmios
Prêmio ExxonMobil de Jornalismo (Esso)
- 2003: ganhou o Esso Especial de Telejornalismo, concedido a Andréa Cassola, Zico Goes, Lílian Amarante e Cris Lobo, pelo documentário "AIDS 2002"[181]